# Sundochernes
Genre
Sundochernes est un genre de pseudoscorpions de la famille des Chernetidae.

## Distribution
Les espèces de ce genre se rencontrent en Asie du Sud-Est, en Océanie et en Amérique du Sud.

## Liste des espèces
Selon Pseudoscorpions of the World (version 3.0) :
- Sundochernes australiensis Beier, 1954
- Sundochernes brasiliensis Beier, 1974
- Sundochernes dubius Beier, 1954
- Sundochernes gressitti Beier, 1957
- Sundochernes malayanus Beier, 1963
- Sundochernes modiglianii (Ellingsen, 1911)
- Sundochernes queenslandicus Beier, 1975

## Publication originale
- Beier, 1932 : Pseudoscorpionidea II. Subord. C. Cheliferinea. Tierreich, vol. 58, p. 1-294.